# 아나캄프세로스과
아나캄프세로스과(Anacampserotaceae)는 석죽목에 속하는 속씨식물과의 하나이다. 2010년 2월, 새롭게 제안된 식물 과이다. 우르스 에글리(Urs Eggli)와 레토 니펠러(Reto Nyffeler)가 쇠비름아목(석죽목)의 다계통군 분석을 통해 제안했다. 이 신규 과와 이 과의 범위는 분자생물학 및 형태학적 데이터에 기초한 것이다. 이 과에 포함된 3개 속은 이전에는 쇠비름과로 분류했던 속이다. 속씨식물 계통분류학 그룹(APG)은 2009년 출판한 APG III 분류 체계에서 이 과를 채택했다.